# Plantage Doklaan
De Plantage Doklaan is een straat in de Plantagebuurt van Amsterdam. De straat loopt langs het in 1857 aangelegde Entrepotdok en is daarnaar genoemd. Oorspronkelijk liep de straat van de Plantage Parklaan naar de Plantage Muidergracht en werd hij halverwege gekruist door de Plantage Kerklaan. Tussen de Plantage Kerklaan en de Plantage Muidergracht is de straat verdwenen nadat het terrein en de straat in gebruik genomen werd voor woningbouw en als uitbreiding van Artis.   
Langs de Plantage Doklaan lag van 1904 tot de jaren tachtig van de 20e eeuw een goederenemplacement van de Nederlandse Spoorwegen (voorheen HSM). In 1972-1973, 1974-1975 en in 1979-1981 werden de nieuwe middenbakken en nieuwe Amsterdamse trams hier per spoor afgeleverd. 

## Tram
Tussen 1931 en 2006 hebben (o.a.) de tramlijnen 6, 7, 14 en 20 door de Plantage Doklaan naar de Plantage Parklaan gereden. De tramsporen zijn hier nu nog alleen in gebruik voor omleidingen. 
De tramhalte Plantage Parklaan was van 1931 tot 1961 en van 1977 tot 1998 eindpunt van tramlijn 7. Van 1977 tot 1980 en vanaf 1998 was het eindpunt van de in 2006 opgeheven tramlijn 6 en tussen 1982 en 1986 eindpunt van lijn 14, sindsdien verlengd naar het Flevopark. Plantage Parklaan was vanaf 1997 een pauzestopplaats van de in 2002 opgeheven tramlijn 20.